# 上條ひとみ
上條 ひとみ（かみじょう ひとみ 1981年11月20日 - ）は、東京都出身の元歌手・タレント・ファッションモデル。本名は小松(旧姓・大橋)ひとみ。

## 来歴
- 1988年、小学校入学
- 1994年、中学校入学
- 1997年、高校入学

CanCam、JJなどの若者女性向けのファッション雑誌のモデルとして活動した後、タレントとしてテレビ・ラジオの番組、コマーシャルなどに出演。2005年、「キ・セ・キ」で歌手としてもデビューを果たした。
ファーストマキシシングルのタイトルを使ったラジオ番組『上條ひとみのキ・セ・キ』（東海ラジオ放送）のパーソナリティーを2007年6月末まで担当した。
2009年12月9日、プロ野球オリックス・バファローズ投手の小松聖と同年7月に入籍し、12月1日にハワイで挙式したことが小松のブログにより公表された。2011年に第一子（長女）を出産。

## 過去に出演した番組
テレビ
- テレビ東京 『音流』ミュージックランナー
- テレビ東京 『まるはぎ』
- TVK 『saku saku』
- フジテレビ 『あしたのG』

ラジオ
- 『上條ひとみのキ・セ・キ』(東海ラジオ) 2006年1月5日 - 2007年6月最終週
- 『ACCESS TO YOU』(NACK5) 2005年4月 - 2007年9月30日

WEB番組
- 『スポニチ芸能ウィークリー』内ミュージックコーナー]（Yahoo!動画・ミランカ） 2007年3月9日 - 2007年8月12日
- i-revo ムービーICE 第11回ゲスト 2006年11月8日

## 作品
CDシングル
1. キ・セ・キ(2005年10月5日)
2. Green(2006年1月18日)
3. ハダカの約束 / BEAUTY(2006年8月2日)
4. Memory(2007年2月21日)